# Las Załęski

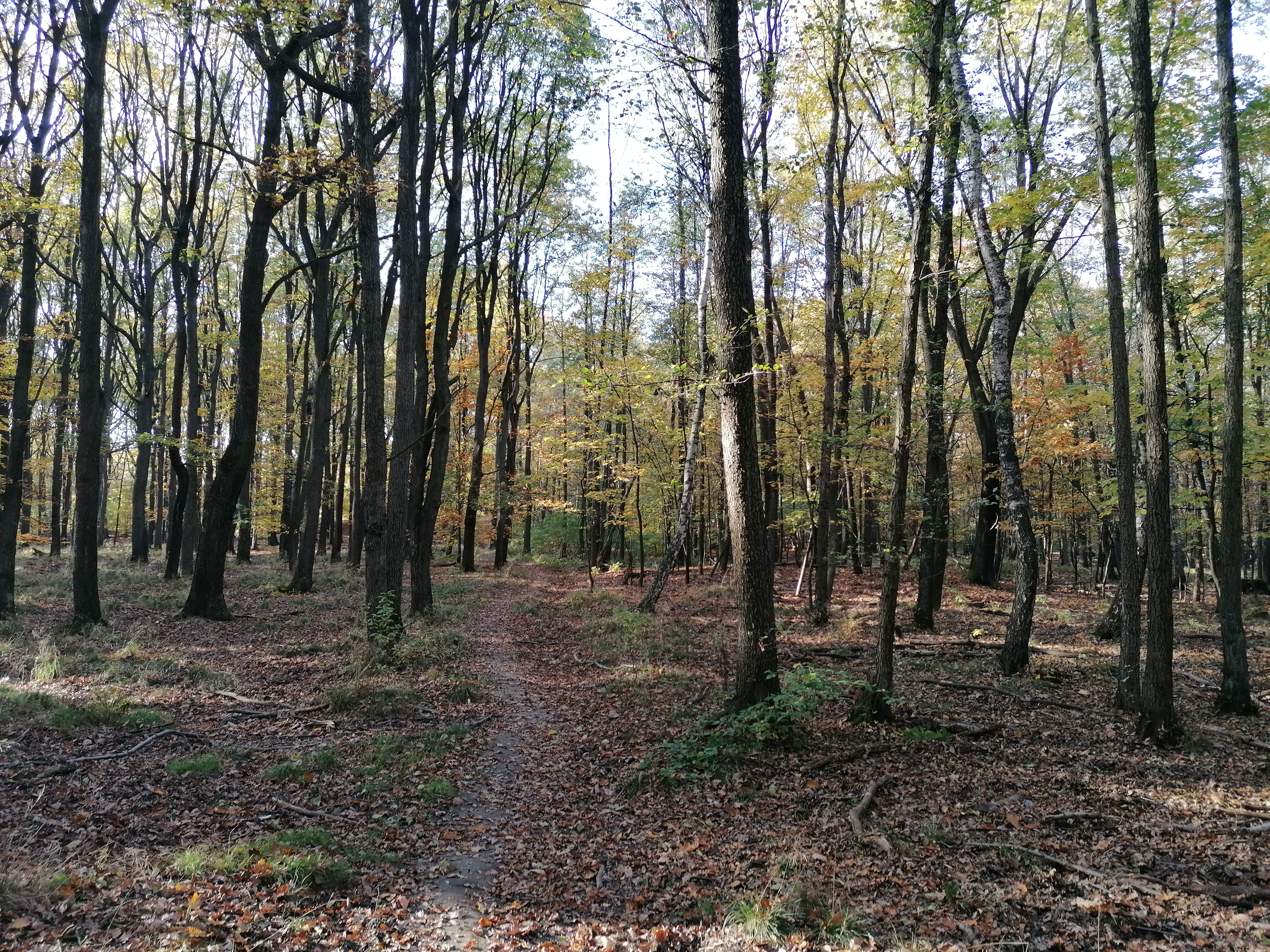
Las Załęski jesienią

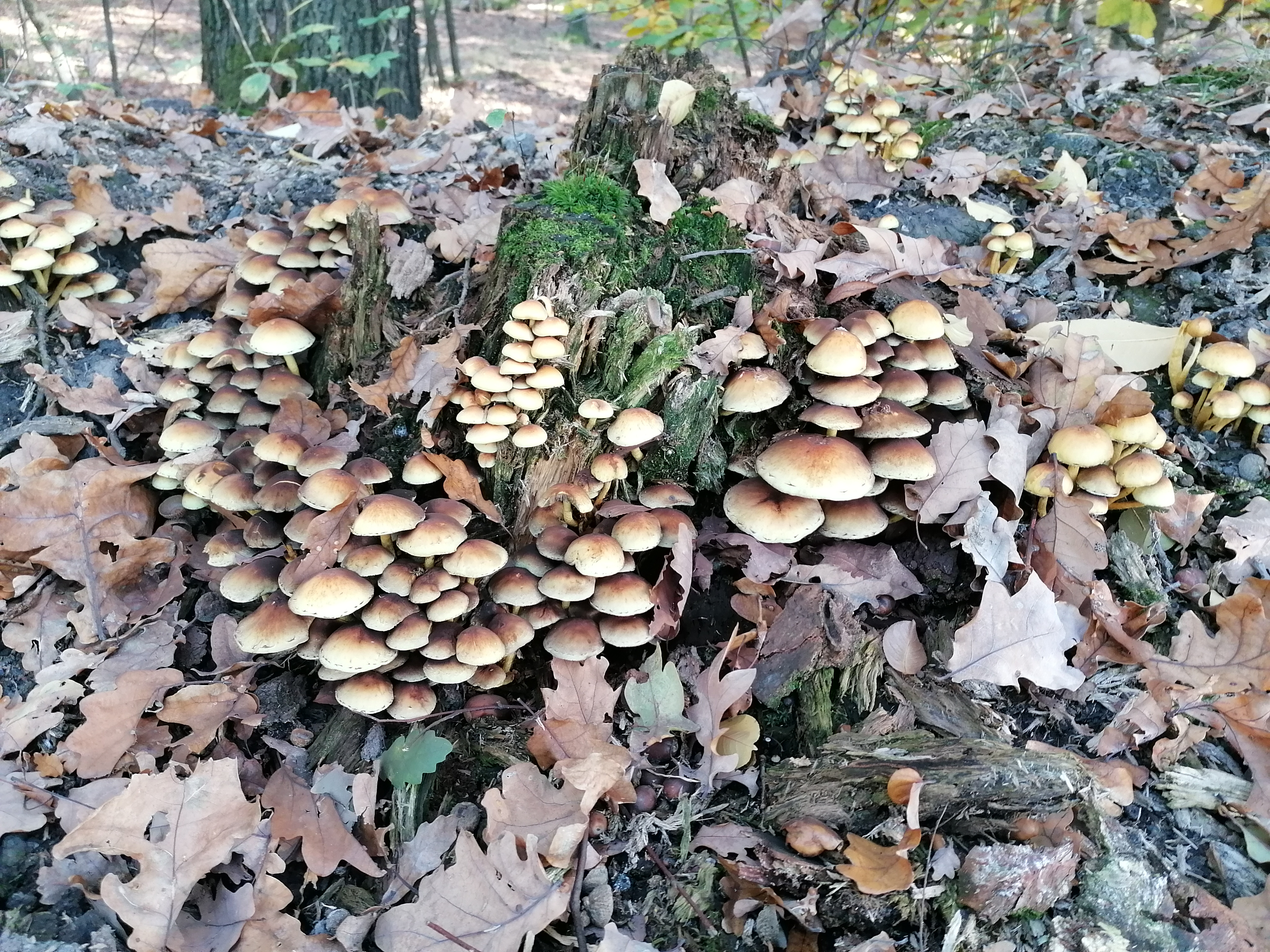
Opieńki w lesie załęskim

Las Załęski – kompleks leśny o charakterze półnaturalnym, znajdujący się na granicy Chorzowa, Katowic i Rudy Śląskiej. Stanowi północny przyczółek dawnej dziedziny książąt pszczyńskich – Lasów Pszczyńskich (Puszcza Śląska), współcześnie leśnym pasie ochronnym GOP.
Lasy Załęskie zarządzane są przez Nadleśnictwo Katowice z Regionalnej Dyrekcji Lasów Państwowych w Katowicach, Leśnictwo Panewnik. Na terenie lasów znajduje się zespół przyrodniczo-krajobrazowy „Uroczysko Buczyna”.

## Geografia
Według podziału fizycznogeograficznego Jerzego Kondrackiego Las Załęski znajduje się w mezoregionie Wyżyna Katowicka (341.13), będącej południową częścią Wyżyny Śląskiej, w podprowincji Wyżyna Śląsko-Krakowska. Geologicznie położony jest w niecce górnośląskiej, która wypełnia utwory pochodzące z górnego karbonu zawierające pokłady węgla kamiennego. Według jednostek morfologicznych kompleks leśny znajduje się na Wzgórzach Kochłowickich, stąd też obszar ten charakteryzuje się dużym zróżnicowaniem powierzchni. Najwyższe wzniesienie Lasu Załęskiego, położone w środkowej części lasu, to Cisowa Góra. Jego wysokość dochodzi do 338,8 m n.p.m.
Klimat kompleksu leśnego w niewielkim stopniu różni się od warunków klimatycznych panujących w okolicy. Średnia roczna temperatura wynosi 8,1 °C, a średnia roczna suma opadów 710 mm. Powierzchnia Lasu Załęskiego położona jest w północnej części w dorzeczu Wisły, w zlewni Rawy, a w południowej w dorzeczu Odry. Średni czas zalegania pokrywy śnieżnej wynosi 60-70 dni, a okres wegetacyjny trwa średnio 200-220 dni. Charakterystyczne są tu wiatry słabe, o prędkości nieprzekraczającej 2 m/s, wiejące z kierunku zachodniego.

## Przyroda i ochrona środowiska
Dużą powierzchnię kompleksu zajmują zbiorowiska leśna o charakterze półnaturalnym (płaty starodrzewu bukowego i dębowego). Składają się na niego bory mieszane, lasy mieszane oraz w niewielkim stopniu lasy grądowe. Z żyjących gatunków występują tu m.in.: konwalia majowa, kruszyna pospolita, borówka czarna, borówka brusznica, wrzos zwyczajny, trędownik bulwiasty, narecznica samcza, oraz orlica pospolita. Część lasu zajmuje zespół przyrodniczo-krajobrazowy „Uroczysko Buczyna”.
Spośród gatunków zwierząt występuje tu m.in. sarna, tchórz, łasica i wiele gatunków ptaków typowych dla środowiska leśnego. Dzięki sąsiedztwu z Lasami Panewnickimi łatwa jest migracja różnych gatunków zwierząt.